# Sabine Kalter
Sabine Kalter (Jaroslaw, Galizien, 23 de març de 1889 - Londres, 1 de setembre de 1957) va ser una mezzosoprano polonesa.

## Biografia
El seu nom original era Sabine Aufrichting, i va passar la seva infància i joventut a Budapest. Després va marxar a estudiar amb la mezzosoprano Rosa Papier a la Akademie für Musik und darstellende Kunst a Viena, fent el seu debut el 1911 a la Volksoper de la ciutat. Va ser sentida i contractada per Rainer Simons, director del teatre, qui tenia un instint infal·lible per a la recerca de nous talents.
El 1915, Sabine es trasllada a Hamburg per a exercir com a membre del conjunt del teatre de l'Òpera Estatal de la ciutat, aconseguint el lloc que havia tingut amb anterioritat la contralt Ottilie Metzger, després d'haver actuat el maig de l'any anterior com Amneris a Aida. Allà es va casar el 1919 amb el seu marit Max Aufrichtig, banquer, amb qui va tenir el seu únic fill, Keith Andrews (1920-1989), destacat historiador d’art britànic. Va interpretar a Hamburg la celebració dels triomfs públics del Nacional Socialisme durant diversos anys. En poc temps Sabine va esdevenir una de les cantants més populars i de més èxit a l'Òpera Estatal d’Hamburg, tenint una gran reputació a la ciutat.
El seu llançament internacional es va iniciar a la dècada de 1920. L'artista feia nombrosos recitals i concerts. Hi va haver compromisos tant a nivell nacional, al Berlín Kroll Opera per exemple, així com a l'estranger, en països com Bèlgica, França, Espanya i Àustria a l'Òpera de Viena.
A partir de 1933, els nazis van arribar al poder i van començar a expulsar molts jueus de càrrecs rellevants, així com a desprestigiar-los. Allò incloïa la vida musical d'Alemanya, començant amb l'Òpera Estatal de Berlín i continuant amb la resta del país. Els quatre avis de Sabine eren jueus, i encara que ella no s'havia proclamat jueva de forma oficial, el seu cognom si que ho era. Això, i la gairebé letal propaganda anti-semitista nazi que li van començar a fer als diaris, van ser la causa per la qual va baixar dràsticament la seva audiència. Tot i així, la seva fama li va permetre continuar cantant a Hamburg uns altres dos anys fins al 1935, quan la situació es va tornar insostenible. El 5 de gener d'aquest any estava interpretant el paper de Lady Macbeth quan part del públic va intentar interrompre la seva participació en l’òpera, això li va porta al final de la seva participació en el Teatre de la Ciutat d’Hamburg. Just un dia després es veu obligada a abandonar el seu país i marxar a Anglaterra amb la seva família i fins i tot prendre un nou cognom de família, Andrews.
A Londres, Sabine va acollir també un gran èxit a la Royal Opera House Covent Garden on va poder continuar la seva carrera durant els següents quatre anys, per sort, ja que no tots els músic que estaven emigrant de l'Alemanya del Tercer Reich a Gran Bretanya a l'època trobaven fàcilment feina, i menys en un país com Regne Unit sumit en una gran crisi i amb un fort atur. Allà li van sortir unes vint actuacions importants, convertint-se en la cantant favorita pels papers d'òpera de Wagner i Strauss.
Va continuar donant concerts a l'estranger com artista convidada el mateix 1935 a Bèlgica i els Països Baixos, així com a l'Òpera de París dirigida pel Wilhelm Furtwängler. De fet, a París va fer representacions de Tristan und Isolda i Die Meistersinger von Nürnberg amb un nombrós grup de cantants jueus expatriats com ella, molts d'ells de l'Òpera de Prússia, juntament amb altres cantants nazis, sense que ho haguessin volgut fer com un acte de rebel·lió política. La primavera de 1937 va cantar amb l'Orquestra Simfònica de Palestina, i va interpretar a Jerusalem cançons de Schumann, Schubert i Brahms, entre altres obres. Fins i tot va ser reclamada des d'Alemanya per l’Associació Cultural Jueva per donar uns concerts el 20 de març i 26 de setembre de 1937 a Berlín, i el 6 de desembre de 1937 al Gran Palau d'Hamburg Covent Garden. Posteriorment, i fins que la guerra no acabés, fer una altra aparició li va resultar impossible.
El 1939 a causa de la Segona Guerra Mundial, la Royal Opera House va haver de tancar i Sabine no va tenir més papers operístics. Aquest any, l'artista va haver de retirar-se dels escenaris d'òpera, concentrant-se en els seus concerts i recitals i donant classes de cant.
Després de la guerra, va haver d'esperar fins a 1950 per poder visitar Alemanya. Va interpretar el seu últim concert el 23 d'octubre de 1950 a l'Hamburg Musikhalle un cop més, aquesta vegada sí, va tenir molt públic.
Sabine Kalter finalment va morir l'1 de setembre de 1957, a Londres.

## Carrera
Sabine ha estat qualificada com una cantant amb una veu excepcionalment bella i amb un disseny dels seus papers operístics molt passionals. Va ser un dels noms més coneguts de l’edat d’or de Wagner, apareixent en enregistraments llegendaris com Tristan und Isolde amb Fritz Reiner dirigint la London Philharmonic Orchestra amb Kirsten Flagstad i Lauritz Melchior.
Abans d'haver de marxar a Londres, ja havia interpretat papers d’òperes importants com els d'Amneris a Aida de Verdi el 1914 i Ortrud a Lohengrin de Wagner el gener de 1933. No obstant això, es podria dir que el seu triomf va donar-se amb la seva interpretació del paper de Lady Macbeth al Macbeth de Verdi el 1933, sota la direcció de Karl Böhm. També va interpretar en aquesta època els papers de Waltraute, Fricka, Herodías, Brangäne, Yocaste i Carmen, així com va participar en estrenes d'altres òperes com Das Wunder der Heliane de Korngold el 7 d’octubre de 1927, Königskinder de Humperdinck el 1911, Edipo Rex de Stravinsky el 1928, Neues vom Tage de Hindemith el 8 de juny de 1929, I Gioelli della Madonna d'Ermanno Wolf-Ferrari, o Liebesketten d'Eugen d’Albert.
Un cop traslladada a Gran Bretanya, la seva carrera no va parar, interpretant el maig de 1935 el paper de Brangäne en Tristan und Isolde de Wagner sota la direcció de Wilhelm Furtwängler, tant a Londres com a París. Va treballar amb altres cantants com Kirsten Flagstad, Lauritz Melchior, Alexander Kipnis, Frida Leider i Emanuel List. A banda de Wilhelm Furtwängler, amb qui va treballar moltes vegades, també va actuar sota la batuta d'altres directors com Otto Klemperer, Fritz Reiner, Karl Böhm o Hans Wilhelm Steinberg i amb nombroses orquestres com l’Orquestra de Palestina.
Es va especialitzar en papers com Dalila al Samsó i Dalila de Saint-Saëns, Marina a la versió de Rimsky-Korsakov del Boris Godunov de Mussorgsky, Fidès en Le Prophète de Meyerbeer, Herodias a Salomé de Strauss, Hata a La núvia venuda de Smetana, o en òperes com l’Orfeó de Gluck, així com en els rols de Verdi i Wagner.

## Repertori operístic

### Teatre de la Ciutat d'Hamburg
- Aida (Giuseppe Verdi): Amneris
- Das Wunder der Heliane (Erich Wolfgang Korngold)
- Der Ring des Nibelungen (Richard Wagner): Fricka, Erda
- Die lustigen Weiber von Windsor (Carl Otto Nicolai): Frau Reich
- Don Carlos (Giuseppe Verdi): Prinzessin Eboli
- Ein Maskenball (Giuseppe Verdi): Ulrica Arfvidsson
- Frau ohne Schatten (Richard Strauss): Amme
- I Gioelli della Madonna (Ermanno Wolf-Ferrari)
- Il Trovatore (Giuseppe Verdi): Azucena
- Königskinder (Engelbert Humperdinck): Hexe
- Liebesketten (Eugen d’Albert)
- Lohengrin (Richard Wagner): Ortrud
- Macbeth (Giuseppe Verdi): Lady Macbeth
- Neues vom Tage (Paul Hindemith)
- Orpheus und Eurydike (Christoph Willibald Gluck)
- Rienzi (Richard Wagner): Adriano
- Samson und Dalila (Camille Saint-Saëns): Dalila
- Tristan und Isolde (Richard Wagner): Brangäne
- Tannhäuser (Richard Wagner): Venus

### Kroll Oper de Berlín
- Oedipus Rex (Igor Stravinski): Jocaste

### Royal Opera House Covent Garden
- Boris Godunov (Rimsky-Korsakov): Marina
- Götterdämmerung (Richard Wagner): Waltraute
- La núvia venuda (Bedřich Smetana): Hata
- Le Prophète (Giacomo Meyerbeer): Fidès
- Lohengrin (Richard Wagner): Ortrud
- Rheingold, Walküre (Richard Wagner): Fricka
- Salomé (Richard Strauss): Herodias
- Tristan und Isolde (Richard Wagner): Brangäne

## Discografia
- Fritz Reiner; London Philharmonic Orchestra, Chorus of the Royal Opera Covent Garden, Kirsten Flagstad & Lauritz Melchior; Great Opera Recordings - Wagner: Tristan und Isolde (Live 1936). NAXOS, 2000.[9]
- Sabine Kalter; Lebendige Vergangenheit: Sabine Kalter. Preiser Records, Wien 2001.[9]
- ABC der Gesangskunst - vol.6; Arien aus Aida. Cantus-Lin (DA Music), Hamburg 2002.[5]
- Der junge Richard Tauber. Preisler Records, Wien 1997.[5]
- Les Introuvables du Chant Verdien. EMI Classics.[5]
- Richard Wagner on Record 1903-1946. Preiser Records, Wien 1997[5]